# Кошівські джерела
Кошівські джерела — гідрологічна пам'ятка природи місцевого значення. Розташована у Тетіївському районі Київської області.
Об'єкт перебуває в підпорядкуванні Тетіївської районної державної адміністрації, розташовується в межах Кошівської сільської
ради. Оголошена рішенням Київської обласної ради від 17 червня 2010 р. № 739-32-V.
Територія пам'ятки є балкою, де розташовані природні джерела. Рослинність представлена справжніми та болотистими луками. Найчастіше тут трапляються такі лучні види: волошка лучна, деревій звичайний, перстач пісковий, жовтеці їдкий та багатоквітковий, суховершки звичайні, подорожники ланцетолистий та середній, нечуйвітер волохатенький, кульбаба лікарська, чебрець Маршаллів, вероніка дібровна, полин звичайний, суниця зелена, підмаренник справжній, китятки звичайні. 
У травостої також присутні такі малочисельні види, як первоцвіт весняний, козелець лучний.

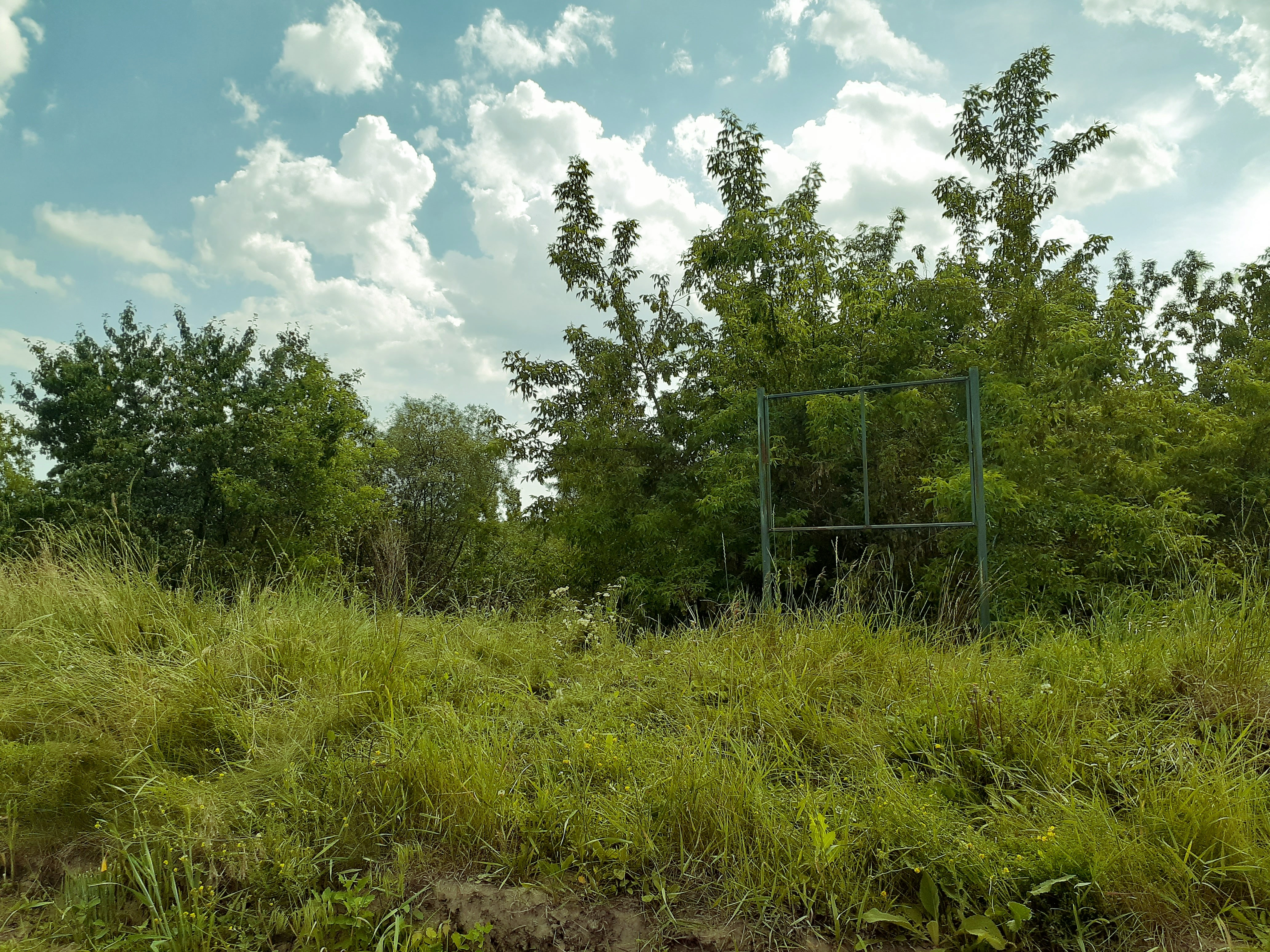
Вхід до Кошівських джерел
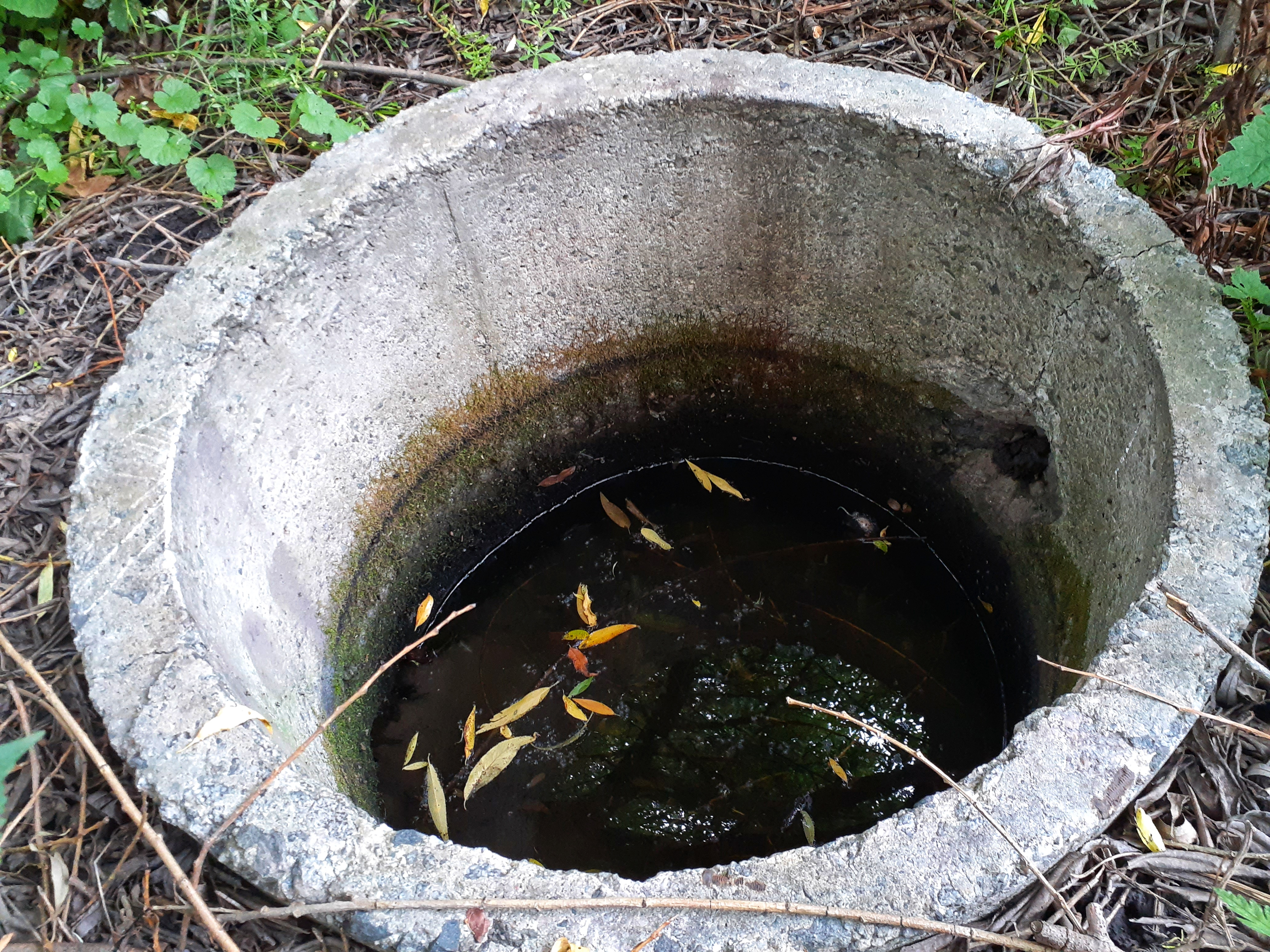
Кошівське джерело в бетонному пудлі
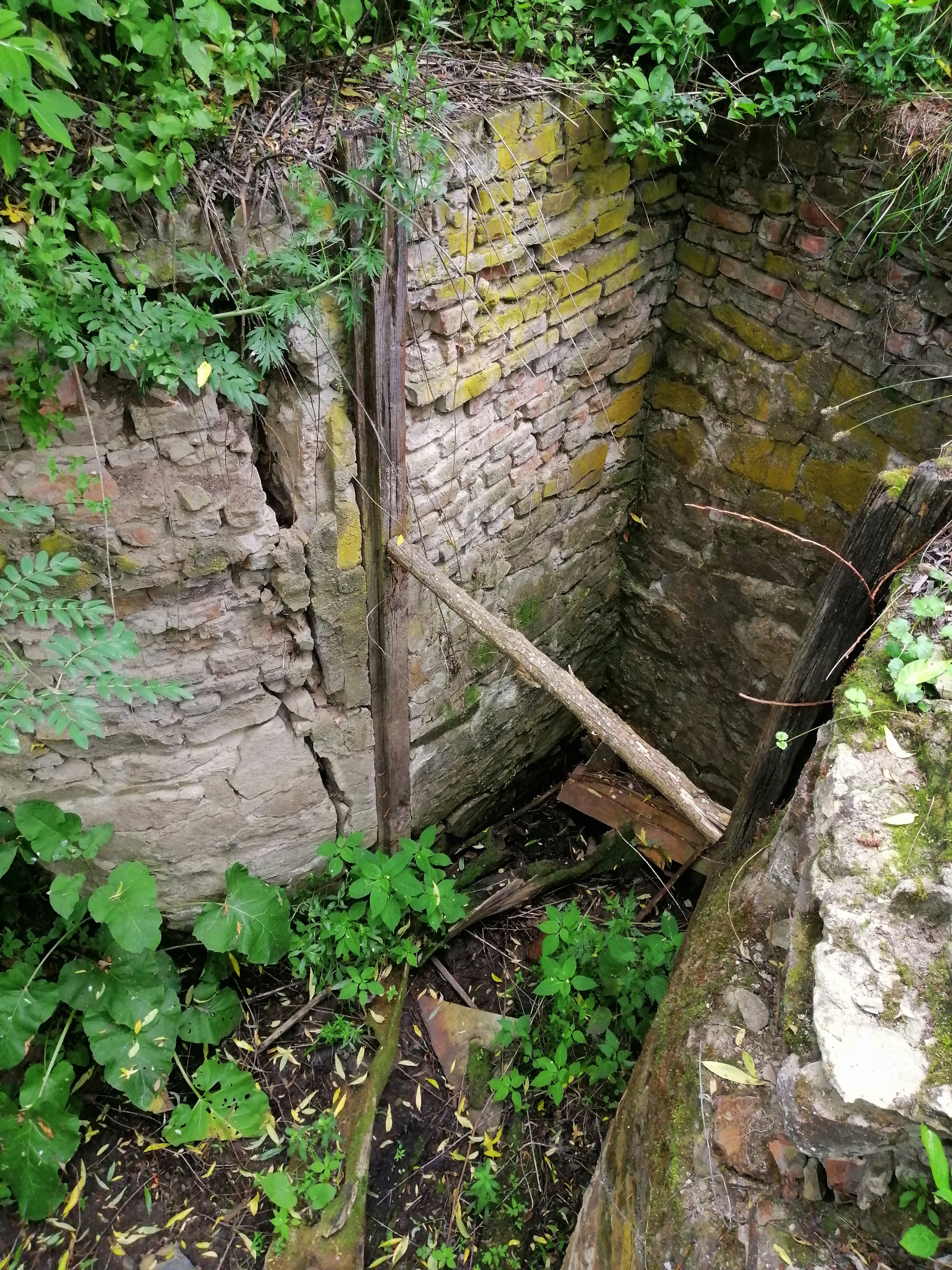
Гребля висохлого ставу
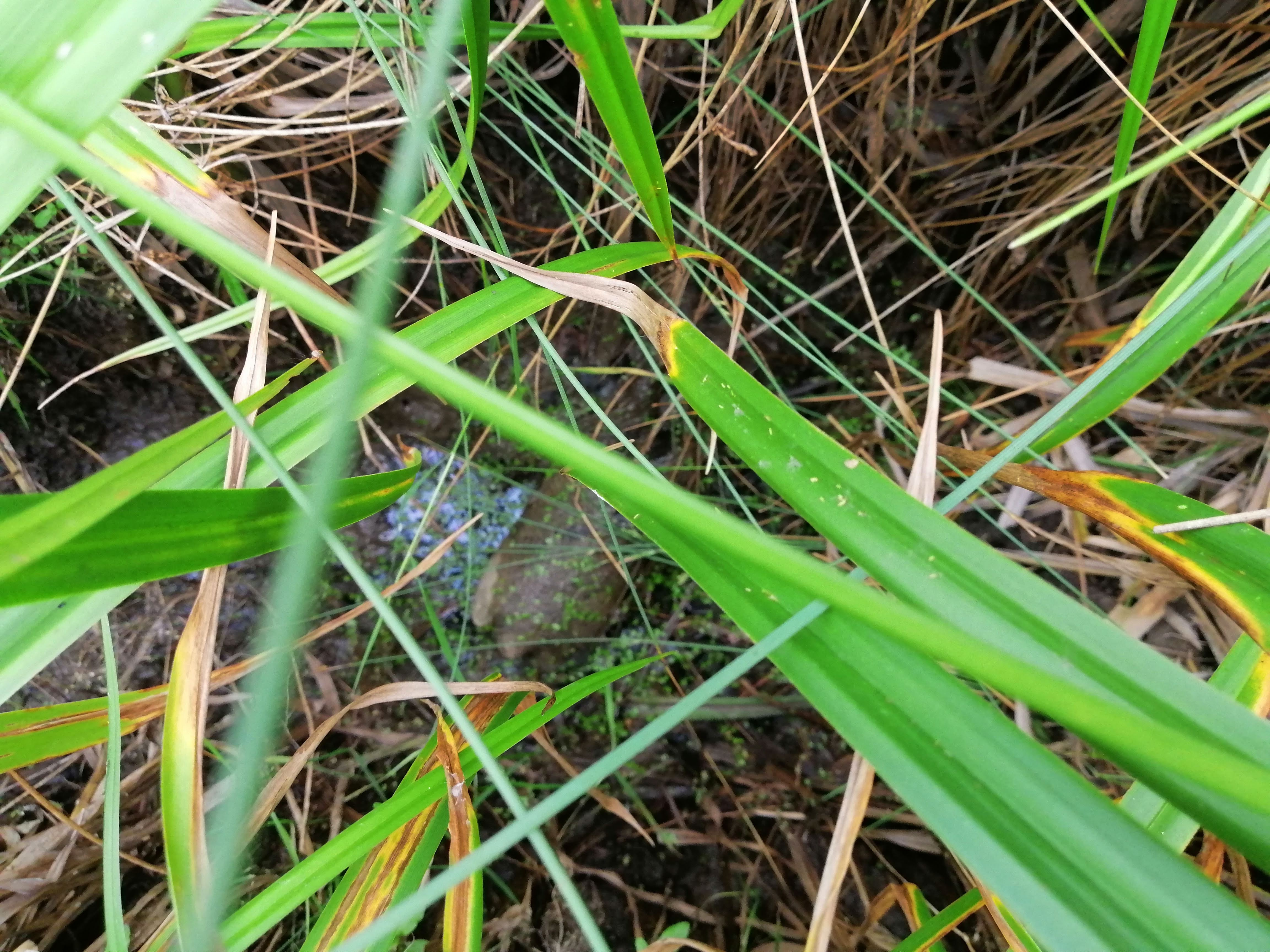
Джерело в очереті